# ویم فان اینده
ویم فان آینده (انگلیسی: Wim Van Eynde؛ زادهٔ ۲۴ ژوئیهٔ ۱۹۶۰) دوچرخه‌سوار اهل بلژیک است.